# Надим (аеропорт)
Аеропорт Нади́м (IATA: NYM, ICAO: USMM) — аеропорт в Ямало-Ненецькому автономному окрузі, Росія знаходиться за 9 км до південного сходу від Надиму.

## Типи повітряних суден, що приймає аеропорт
Ан-12, Ан-24, Ан-26, Ан-28, Ан-30, Ан-72, Ан-74, Ан-140, Ан-148, Іл-76, Ту-134, Ту-154, Як-40, Як-42, Л-410, Airbus A319, Airbus A320, ATR 42, Boeing 737, Bombardier CRJ 100/200, Embraer EMB 120 Brasilia, Embraer ERJ-145, Embraer E-190, Sukhoi Superjet 100 і всі легші, а також вертольоти всіх типів

## Авіалінії та напрямки
| Авіакомпанія   | Пункт призначення                                                                        |
| -------------- | ---------------------------------------------------------------------------------------- |
| Gazpromavia    | Москва-Внуково, Советський                                                               |
| S7 Airlines    | Москва-Домодєдово, Новосибірськ                                                          |
| Yamal Airlines | Москва-Домодєдово, Салехард, Тюмень, Єкатеринбург Сезонний: Краснодар (з 17 травня 2019) |